# Brieselang
Brieselang település Németországban, azon belül Brandenburgban. Lakosainak száma 13 204 fő (2023. december 31.). Brieselang Schönwalde-Glien és Nauen községekkel határos.

## Népesség
A település népességének változása:
| Lakosok száma | 11 714 | 12 005 | 12 735 | 13 118 | 13 204 |
|               | 2017   | 2019   | 2021   | 2022   | 2023   |